# Мелантьев, Виктор Сергеевич
Ви́ктор Серге́евич Мела́нтьев (род. 2 июня 1986 года, Брюховецкая) — российский гребец-каноист, выступает за сборную России с 2003 года. Участник летних Олимпийских игр 2008 и 2020 годов, многократный чемпион мира (9) и Европы, многократный победитель национальных первенств. На соревнованиях представляет Краснодарский край и спортивное общество «Динамо», заслуженный мастер спорта.

## Биография
Виктор Мелантьев родился 2 июня 1986 года в станице Брюховецкая, Краснодарский край. Активно заниматься греблей начал в раннем детстве, тренируется  у Михайловского В.С. В 2003 году впервые вошёл в состав национальной сборной России, первого серьёзного успеха добился в 2008 году, когда на чемпионате Европы в Милане завоевал золотую медаль среди четырёхместных каноэ на 200 метров. Благодаря череде удачных выступлений удостоился права защищать честь страны на летних Олимпийских играх в Пекине, участвовал в гонках одиночек на 1000 метров, тем не менее, сумел дойти только до стадии полуфиналов.
После Олимпиады Виктор Мелантьев остался в основном составе российской национальной команды и продолжил принимать участие в крупнейших международных соревнованиях. Так, в 2009 году он побывал на чемпионате Европы в Бранденбурге, где выиграл две золотые медали и одну бронзовую, и на чемпионате мира в канадском Дартмуте, где получил золото, серебро и бронзу. За эти достижения удостоен почётного звания «Заслуженный мастер спорта России».
В 2011 году на Чемпионате мира в венгерском Сегеде Мелантьев добыл серебряную медаль в программе каноэ-двоек на 200 метров и золотую в эстафете каноэ-одиночек. Несмотря на серию убедительных побед, не смог пройти отбор на Олимпийские игры в Лондон. В 2013 году вернул себе лидерство в сборной, выиграл три медали на мировом первенстве в Дуйсбурге (в том числе две золотые) и привёз три золота с летней Универсиады в Казани.
Являлся студентом Кубанского государственного университета физической культуры, спорта и туризма, проходил обучение на кафедре теории и методики парусного и гребного спорта.Имеет высшее юридическое образование.Также возглавляет Краснодарскую городскую федерацию гребли на байдарках, каноэ и лодках «Дракон».
В 2021 года Виктор Мелантьев и Владислав Чеботарь на чемпионате Европы по гребле на байдарках и каноэ в польской Познани взяли золото в соревнованиях каноэ-двоек на дистанции 500 метров .
Личная жизнь.
Женат.Воспитывает двоих дочерей.